# Chaoilta platynotus
Chaoilta platynotus är en stekelart som först beskrevs av Cameron 1905.  Chaoilta platynotus ingår i släktet Chaoilta och familjen bracksteklar. Inga underarter finns listade i Catalogue of Life.